# Авлерки

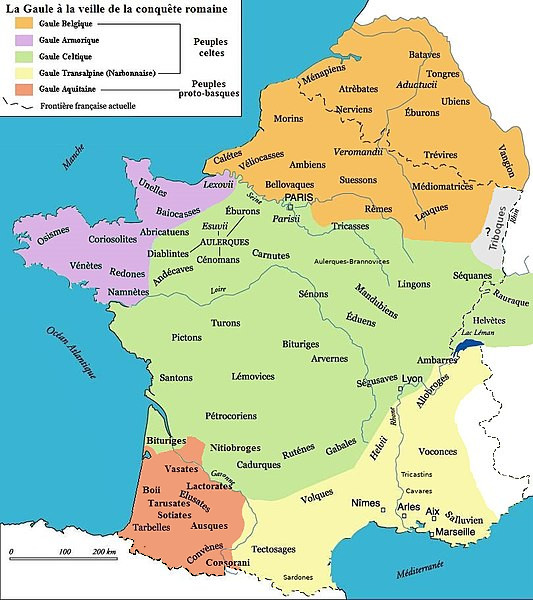
Авлерки накануне завоевания Галлии Римом

Авлерки (Aulerci) — группа приморских племен Кельтской Галлии. К приморским племенам их причислял Гай Юлий Цезарь, поскольку авлерки жили между Луарой и Сеной.

## Структура
В состав авлерков входили четыре племени:
- бранновики (Aulerci Brannovices), клиенты эдуев Город Ле-Бриоене около Лиона;
- диаблинты (Aulerci Diablintes) в провинции Мэн, современный департамент Майенн Город Жюблен;
- ценоманы (Aulerci Cenomani), южнее диаблинтов, севернее туронов. Вокруг современного Ле-Мана, департамент Сарта;
- эбуровики (Aulerci Eburovices), к северо-востоку от диаблинтов. Главный город Медиоланум (современный Эврё в Нормандии в департаменте Эр)[2]

Бранновики в конфедерации эдуев

## Экспансия
Часть авлерков переселилась в Северную Италию в результате этого образовалось племя цизальпийских ценоманов.
Тит Ливий пишет, что во времена правления Тарквиния Древнего правителем племени битуригов был Амбикат. После того как численность жителей возросла Амбикат «решил избавить свое царство от избытка людей». Два его племянника (сыновья сестры) Белловез и Сеговез должны были возглавить отряды переселенцев. Сеговез направился в Герцинский лес, а Белловез в Италию и обосновался в районе Медиолана (Милана) под именем инсубров.
Вскоре там появилось новое кельтское племя под водительством Этитовия, получившее благодаря помощи кельтов Белловеза земли близ городов Бриксия и Верона. Это были ценоманы. Гельмут Биркхан в книге «Кельты: история и культура» отмечает, что данные Тита Ливия подтверждает археология отмечающая появление в долине По латенской культуры. Правда он оспаривает быстроту переселения кельтов в Италию. По словам Тита Ливия переселение произошло при правлении одного вождя и «между делом» кельты успели поучаствовать в основании Марселя (600 или 540 год до н. э.) и Милана (после 525 года до н. э.). Биркхан считает, что продвижение было более постепенным в несколько фаз и растянутым во времени.

## История Галльских авлерков
В 57 году до н. э. авлерки наряду с другими «приморскими народами» (венетами, венеллами, осисмами, куриосолитами, эсубиями и редонами) были покорены легионом П. Красса, о чём он известил Цезаря. Во время попытки венетов (обитавших в Бретани) и венеллов (обитавших на полуострове Котантен) в 56 году до н. э. избавится от римской власти авлерки, эбуровики и лексовии перебили старейшин несогласных воевать с Римом и поддержали правителя венеллов Виридовика. Но были разбиты Титурием Сабином. Во время восстания Верцингеторига авлерки также боролись с Римом, но уже как отдельные отряды. В 52 году до н. э. племя брановиев выступало в качестве части союза племен подчинённого эдуям (это племя вместе со своими клиентами: сегусиавами, амбиваретами, бранновикийскимие авлерками обещало выставить тридцать пять тысяч воинов). Ценоманы обещали выставить — пять тысяч. Эбуровики — три тысячи. Но и это восстание было разбито.
Авлерки вошли в состав Кельтской Галлии. Плиний Старший в своей «Естественной истории» (датируемой 77 годом нашей эры) перечисляет племена Галлии. Называя эти народы, он уточняет, какие из них были свободными, а какие союзными. При перечислении народов Лугдунской Галлии он называет «аулерков (и те, у которых прозвание эбуровики, и прозванные кеноманами)» и диаблинтов, но не выделяет их из подчинённых Риму племён. Исследователи считают, что после римского завоевания границы племен не изменились, а лишь превратились в «муниципальные» общины в составе империи.

### Исследования
- II,2. [[:s::de:Max Ihm|2402]] :  [нем.] // Paulys Realencyclopädie der classischen Altertumswissenschaft. — Stuttgart : J.B. Metzler[нем.]. — Bd. 2403. — Kol. Aulerci.
- Henri Hubert, The Rise of the Celts, Constable, London 1987, S. 140
- Henri Hubert, The Greatness and Decline of the Celts, Constable, London 1987, S. 19–22
- Авлерки // Энциклопедический словарь Брокгауза и Ефрона.
- Фюстель де Куланж // История общественного строя древней Франции. — Т. I стр. 81.
- J. Biarne, «Le rituel des puits chez les Aulerques Cénomans.», Annales de Bretagne et des pays de l'Ouest., vol.Tome 84, n 4, 1977
- Le sanctuaire de Mars Mullo chez les Aulerques Cénomans (Allonnes, Sarthe) Ve s. av. J.-C. -IVe s. apr. J.-C. Etat des recherches actuelles стр. 295
- Гельмут Биркхан[нем.]. Кельты: история и культура / перевод с немецкого Нины Чехонадской. — М.: Аграф, 2007. — С. 101-106. — 512 с. — (Наследие кельтов). — ISBN 978-57784-0348-8.
- Фридрих Любкер. Aulerci // Реальный словарь классических древностей. — 1885.

### Первичные источники
- Тит Ливий. Книга V. 34-35 // История от основания города.
- Гай Юлий Цезарь. Книга II. 34, Книга III. 17-19, Книга VII. 75 // De bello Gallico.
- Плиний Старший. Книга IV. 109 // Естественная история.